# Enrico Scaravelli
Enrico Scaravelli (Pegognaga, 17 febbraio 1928 – Genova, 29 giugno 2018) è stato un poeta e drammaturgo italiano.
Fra gli autori italiani di musica e teatro contemporanei, Scaravelli si distingue per la sua poliedricità, che lo ha portato a spaziare dalla scrittura dei racconti a quella di canzoni per diversi interpreti, italiani fino ad approdare al teatro, con una significativa produzione di testi in italiano, genovese e mantovano rappresentati in numerose regioni d'Italia.

## Biografia
Diplomato geometra, dal 1931 Scaravelli risiede a Genova dove ha lavorato per la pubblica amministrazione. Iniziò per passione personale a scrivere fiabe per ragazzi, racconti della seconda guerra mondiale, evento che lo segnò profondamente, e poesie in lingua genovese e in mantovano, attività che lo portò a vincere premi nazionali e regionali.
La sua attività si estese in seguito a quella di paroliere, sia in italiano che in genovese, con circa 100 testi cantati fra l'altro da Tony Dallara, Bobby Solo, Betty Curtis, Enrico Musiani, Gino Latilla, Marisa Brando.
Come commediografo, ha scritto oltre quaranta testi in genovese, dei quali una trentina tradotti e rivisitati in mantovano dallo stesso autore e una decina tradotti in  italiano, oltre ad alcuni testi per ragazzi, per un totale, di 75 commedie brillanti rappresentate da più compagnie in diverse regioni d'Italia, talvolta recitando egli stesso ed entrando a pieno titolo a far parte della schiera di drammaturghi e attori contemporanei.

## Produzione
Fra gli altri, ha pubblicato due raccolte di poesie dal titolo Mare Dolce (Pirella editore, 1983) e Un'ancora (edizioni autori autogestiti), nonché una serie di racconti dal titolo Racconti e Favole non solo per bambini. La sua attività di caratteristico autore contemporaneo, lo ha portato a comparire anche in un saggio di letteratura comparata.
Alcuni dei suoi testi teatrali, come E rostie sotto a cenie e Gente nostra sono stati pubblicati dalla Cassa di Risparmio di Genova e Imperia. Quest'ultima commedia si distingue dal resto della produzione per il tema affrontato, la vita in tempo di guerra con una storia che, pur sfiorando il dramma per l'autenticità dei fatti accaduti, viene vissuta dalla protagonista, nonna Dirce, con sarcasmo e ironia.

## Premi e riconoscimenti
Diversi sono, nella sua carriera, i premi vinti a livello locale e regionale per le sue attività di scrittore e attore; oltre ad essi ha ottenuto al concorso nazionale Hans Christian Andersen una medaglia d'oro nel 1970 per la fiaba Il paese di Fandonia e Veritania e il secondo premio nel 1980 per la fiaba L'amuleto di Aniuk. Nel 1983 ottenne il secondo premio al concorso internazionale al Carnevale di Viareggio, con una sua poesia.
Per la sua attività, nel 1991 è stato insignito del titolo di Ufficiale ordine al merito della Repubblica Italiana.